# Оттербейн, Кит
Кит Оттербейн (англ. Keith F. Otterbein; 24 мая 1936, Уоррен, Пенсильвания — 17 июня 2015, Роли) — американский антрополог. Доктор философии (1963), эмерит-профессор Университета штата Нью-Йорк в Буффало, где числился с 1966, фул-профессор с 1971, с 2006 в отставке. С 1962 года занимался исследованиями войн с использованием этнографических и кросс-культурных методов, опираясь при этом на теорию систем. Являлся (в 1987-94) пред. совета директоров Ареальной картотеки человеческих отношений (HRAF), в каковом состоял в 1978—2007.

## Биография
Был старшим из двух сыновей врача и домохозяйки. В годы Второй мировой войны увлекся военной историей и войнами американских индейцев.
Окончил Университет штата Пенсильвания (бакалавр B.A., 1958), изучал археологию. Будучи студентом провел лето 1957 года в Университете Аризоны, посещая археологическую полевую школу. В 1960 получил степень магистра в Пенсильванском университете, специализировался по культурной антропологии.
Степень доктора философии получил в Питтсбургском университете. Аспирантом провел два лета на Багамских островах, участвуя в этнографических исследованиях. Окончив учебу, стал ассистент-профессором Американского университета в Вашингтоне. Длительное время проводил этнографические исследования на Багамах. В 1966 вышла его первая книга The Andros Islanders: A Study of Family Organization in the Bahamas. Всего он выпустил восемь книг и множество статей в различных журналах. Своей самой важной работой считал книгу How War Began (Texas A&M University Press, 2004).
Проживал в Уильямсвилле, штат Нью-Йорк.
В 1965 женился, супруга была также его соисследователем и соавтором. Вместе они проводили полевые исследования на Багамах. Их сын трагически погиб в 2007 году.